# Unterseeboot U-A
Ne doit pas être confondu avec Unterseeboot UA mis en service le 14 août 1914 dans la Kaiserliche Marine
Le Unterseeboot U-A (ou U-A) est un sous-marin de la Kriegsmarine construit pendant la Seconde Guerre mondiale.

## Présentation
U-A est l'indicatif d'appel officiel d'un des quatorze sous-marins qui composaient les U-Boote étrangers de la Kriegsmarine allemande pendant la Seconde Guerre mondiale. Construit à Kiel comme l'un des quatre sous-marins de la classe Ay pour la Turquie, le Batiray, nom officiel turc qu'il aurait dû avoir, n'a pas été remis à la marine turque : il fut mis en service dans la marine allemande en 1939 après avoir été réquisitionné par la Kriegsmarine.
Deux navires-jumeaux, le Saldiray et le Atilay, avaient déjà été livrés en juin 1939. Un autre, le Yildiray, a été construit dans un chantier naval turc, mais en raison de la guerre, les ingénieurs et les concepteurs allemands se faisant rares, le Yildiray prit beaucoup de retard et n'a pas été mis en service avant janvier 1946.
La conception était basée sur une modification du type IX pour s'adapter aux exigences turques.
Deux de ces sous-marins turcs ont servi dans la marine turque jusqu'en 1957, mais l'Atilay fut perdu dans un exercice d'entraînement au large de Canakkale.

## Historique
L'Unterseeboot U-A a été mis en service le 20 septembre 1939 sous les ordres du Korvettenkapitän Hans Cohausz. Prévu comme mouilleur de mines par les Turcs, il est utilisé par les Allemands comme un U-Boot de type IX avec des missions semblables.
L'Unterseeboot U-A est attaqué le 8 mars 1941 par le destroyer HMS Wolverine mais n'est pas détruit.
Pendant son service, l'U-A coule sept navires marchands (y compris le croiseur marchand armé britannique Andania de 13 950 tonneaux) pour un total de 40 706 tonneaux et endommage un navire marchand de 7 524 tonneaux au cours des neuf patrouilles qu'il effectua d'avril 1940 à avril 1942.
À partir de la mi-1942, l'U-A est affecté à des flottilles d'entraînement des équipages. Il est retiré du service en mai 1944 à Neustadt in Holstein.
Le 15 mars 1945, il est désarmé à l'Arsenal de Kiel, puis le 3 mai 1945, il est sabordé, alors que la guerre touchait à sa fin, répondant à l'ordre lancé par l'amiral Karl Dönitz par l'opération Regenbogen.

## Affectations successives
- 7. Unterseebootsflottille « Wegener », à Kiel de septembre 1939 à mars 1941 (Unité de combat)
- 2. Unterseebootsflottille, à Lorient d'avril à décembre 1941 (Unité de combat)
- 7. Unterseebootsflottille « Wegener », à Saint-Nazaire de décembre 1941 à août 1942 (Unité de combat)
- U-Abwehrschule, à Gotenhafen d'août 1942 à mars 1943 (navire-école)
- 4. Unterseebootsflottille, à Stettin de mars 1943 à novembre 1944 (navire d'expérimentations)
- 24. Unterseebootsflottille, à Gotenhafen de novembre 1944 à janvier 1945 (navire-école)
- 18. Unterseebootsflottille, à Hela de janvier à mars 1945 (navire-école)
- 24. Unterseebootsflottille, à Eckernförde en mars 1945 (navire-école)

## Commandement
- Korvettenkapitän Hans Cohausz, de septembre 1939 à novembre 1940
- Fregattenkapitän Hans Eckermann, de novembre 1940 à janvier 1942
- Korvettenkapitän Hans Cohausz, du 26 octobre 1940 de février à mai 1942
- Kapitänleutnant Ebe Schnoor, de mai à août 1942
- Korvettenkapitän Friedrich Schäfer, d'août 1942 à mars 1943
- Korvettenkapitän Georg Peters, de mars 1943 à avril 1944
- Oberleutnant zur See Ulrich-Philipp Graf von und zu Arco-Zinneberg, d'avril 1944 à mars 1945

## Navires coulés
L'U-A a coulé 7 navires marchands (y compris le croiseur marchand armé britannique Andania de 13 950 tonneaux) pour un total de 40 706 tonneaux et a endommagé 1 navire marchand de 7 524 tonneaux au cours des 9 patrouilles qu'il effectua.
| Date            | Nom du navire    | Nationalité | Tonnage | Fait      |
| --------------- | ---------------- | ----------- | ------- | --------- |
| 16 juin 1940    | Andania          | Royaume-Uni | 13 950  | Coulé     |
| 26 juin 1940    | M.V. Crux        | Royaume-Uni | 3 828   | Coulé     |
| 14 juillet 1940 | S.S. Sarita      | Royaume-Uni | 5 824   | Coulé     |
| 3 août 1940     | S.S. Rad         | Royaume-Uni | 4 201   | Coulé     |
| 15 août 1940    | S.S. Aspasia     | Royaume-Uni | 4 211   | Coulé     |
| 19 août 1940    | S.S. Kelet       | Royaume-Uni | 4 295   | Coulé     |
| 20 août 1940    | S.S. Tuira       | Royaume-Uni | 4 397   | Coulé     |
| 8 mars 1941     | S.S. Dunaff Head | Royaume-Uni | 5 258   | Endommagé |